# Asherville
Asherville – jednostka osadnicza w Stanach Zjednoczonych, w stanie Kansas, w hrabstwie Mitchell.